# (3356) Resnik
(3356) Resnik est un astéroïde de la ceinture principale, nommé en hommage à Judith Resnik spécialiste de mission de la Navette spatiale Challenger.
Les astéroïdes numérotés 3350 à 3356 ont été baptisés en hommage aux sept astronautes morts dans l'explosion de la Navette spatiale Challenger, le 28 janvier 1986.